# 斯維爾德洛沃
霍洛德内（烏克蘭語：Холодне），俄占当局仍称其为斯維爾德洛沃（俄语：Свердлово），是烏克蘭東部頓涅茨克州顿涅茨克区马基伊夫卡市镇内的市級鎮。位于州首府顿涅茨克市以东15公里，距離俄羅斯邊境城鎮頓涅茨克20公里，海拔高度232米，2011年人口1,522。
2014年起由顿涅茨克人民共和国实际控制，当年11月9日，欧安组织观察到有“小绿人”在该镇乘坐战车向西移动。2016年乌克兰政府单方面将该镇其改名为霍洛德内（烏克蘭語：Холодне），但由于未能实际控制而无法生效。